# Acianthera krahnii
Acianthera krahnii là một loài thực vật có hoa trong họ Lan. Loài này được Luer & Vásquez mô tả khoa học đầu tiên năm 2005.